# Mohenjo-daro

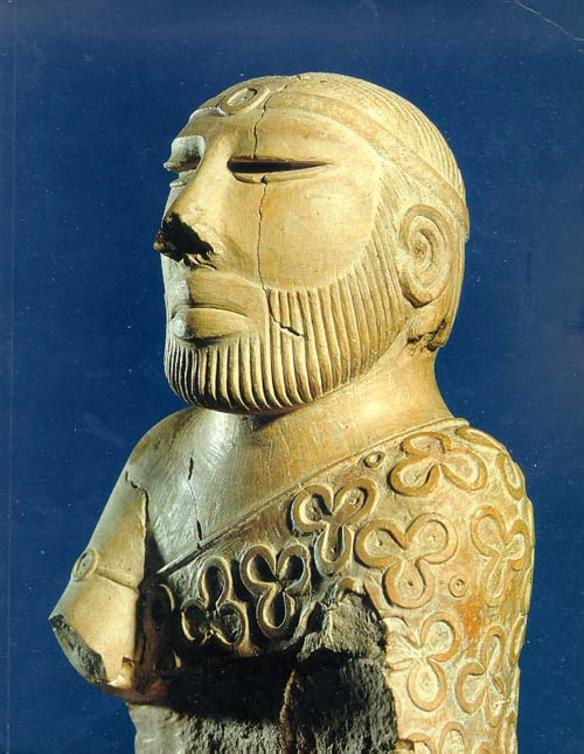
Skulptur påträffad i Mohenjo-daro.

Mohenjo-daro ("De dödas stad") är en arkeologisk fyndplats och var liksom Harappa en stad i Indusdalen under tiden för den forntida induskulturen. Mohenjo-daro är något bättre bevarad än Harappa, och har därför mer information om civilisationen bakom. Sannolikt byggdes staden för mellan 4 000 och 5 000 år sedan och övergavs omkring år 1 700 f.Kr., antagligen på grund av att floden ändrade läge. Staden återupptäcktes på 1920-talet av arkeologer.
Mohenjo-daro är en remarkabel konstruktion, om man ser till dess ålder. Staden har ett välplanerat nät av gator, med hus byggda av bränd lera, soltorkat tegel och bränt trä. När staden var som störst hade den mellan 35 000 och 40 000 invånare. Den har ett avancerat dräneringssystem, en mängd olika byggnader, upp till två våningar höga, och ett badområde. Badområdet var genomtänkt och välbyggt och hade ett lager av naturlig tjära för att förhindra läckage. Staden låg i en jordbruksbygd och hade en stor brunn, spannmålsmagasin och en central marknadsplats. Kanske mest oväntat fanns här även en byggnad med ett underjordiskt värmesystem, hypokaust, vilket måhända var till för uppvärma bad.
Staden raserades och återuppbyggdes minst sju gånger. Varje gång uppfördes den nya staden direkt på resterna av den gamla. Indusflodens översvämningar tros vara orsaken till förstörelsen. Floden rann genom staden.
Mohenjo-daro ligger i vad som i dag är nordvästra Sind i Pakistan. År 1980 upptogs Mohenjo-daro på Unescos världsarvslista.